# أندرو بيت
أندرو بيت (بالإنجليزية: Andrew Pitt)‏ مواليد 19 فبراير 1976، هو متسابق دراجات نارية أسترالي سابق فاز ببطولة العالم للسوبرسبورت. نافس في بطولة العالم للسوبربايك وبطولة العالم للموتو جي بي.

## روابط خارجية
- أندرو بيت على موقع MotoGP.com (الإنجليزية)
- أندرو بيت على موقع WorldSBK.com (الإنجليزية)